# Saint-Gingolph (Francja)
Saint-Gingolph – miejscowość i gmina we Francji, w regionie Owernia-Rodan-Alpy, w departamencie Górna Sabaudia.
Według danych na rok 1990 gminę zamieszkiwało 677 osób, a gęstość zaludnienia wynosiła 92 osób/km² (wśród 2880 gmin regionu Rodan-Alpy Saint-Gingolph plasuje się na 998. miejscu pod względem liczby ludności, natomiast pod względem powierzchni na miejscu 1331.).